# Szváziföld
Szváziföld (hivatalosan: Szváziföldi Királyság, szváziul: Umbuso weSwatini) Magyarország területének egyötödével megegyező kiterjedésű ország Délkelet-Afrikában. 200 kilométeres észak–déli és 130 kilométeres nyugat–keleti kiterjedésével Afrika legkisebb országai közé tartozik; ennek ellenére klímája és domborzata változatos, a hűvös és hegyvidéki éghajlattól az alacsony fekvésű területek forró és száraz éghajlatáig terjed.
A lakosság főként a szvázik etnikai csoportjából áll, amiről a nevét is kapta. Az elterjedt nyelv a szvázi. 2018-tól az ország angol nevét is nemzetközileg a szvázi eredetű Eswatinira változtatták, amelynek jelentése azonos a Szváziföld névvel.
Fejlődő ország, amely a dél-afrikai vámunió, valamint a kelet- és dél-afrikai közös piac tagjaként fő helyi kereskedelmi partnere a Dél-afrikai Köztársaság. A gazdasági stabilitás biztosítása érdekében pénzneme, a lilangeni is a dél-afrikai randhoz van kötve. Az ország foglalkoztatásának túlnyomó részét a mezőgazdasági és feldolgozóipari ágazatok adják.

## Etimológia
Neve népnevet őriz, amelynek feltételezett jelentése: „vessző, pálca”. 

## Földrajz

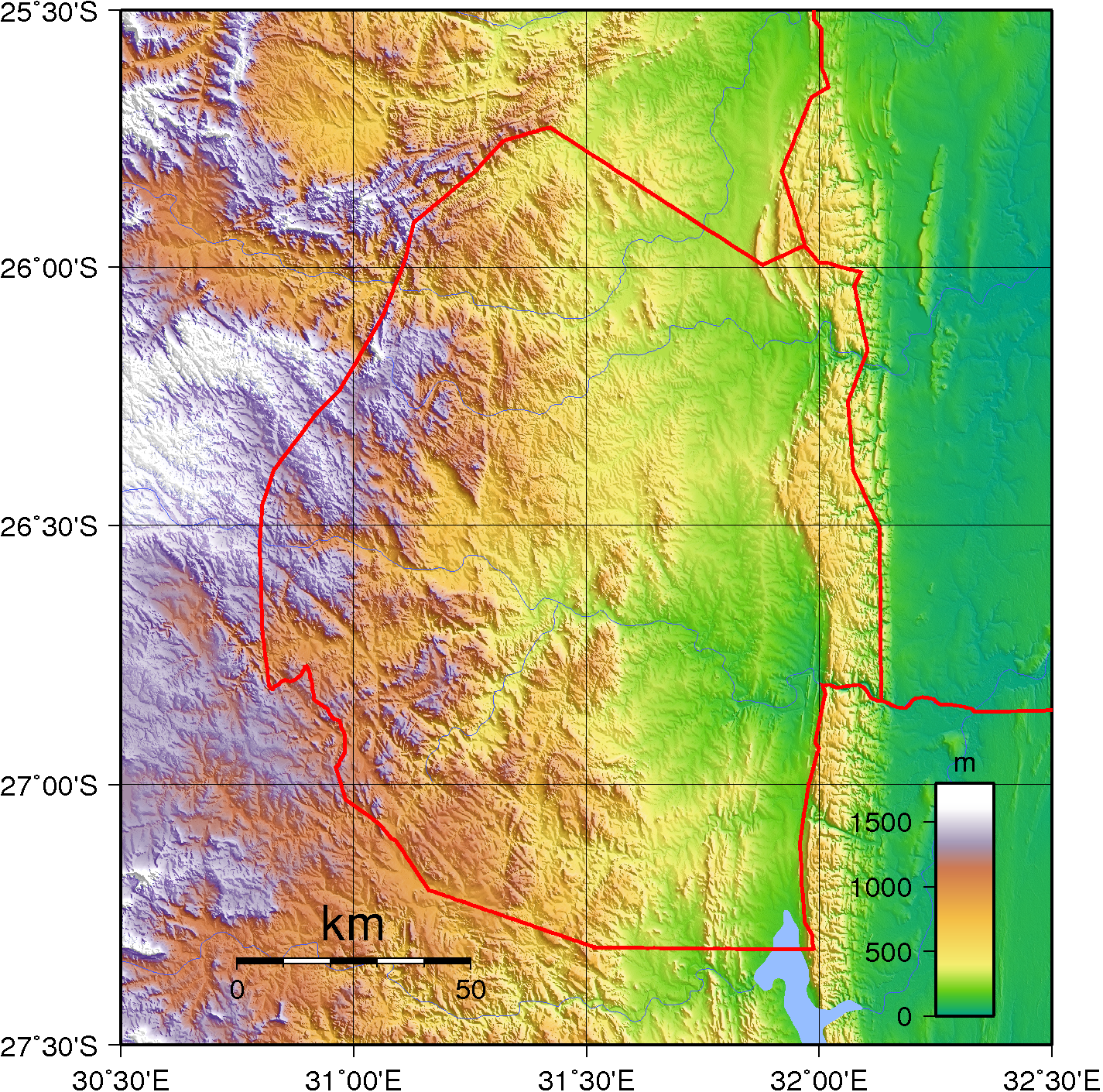
Szváziföld domborzati térképe

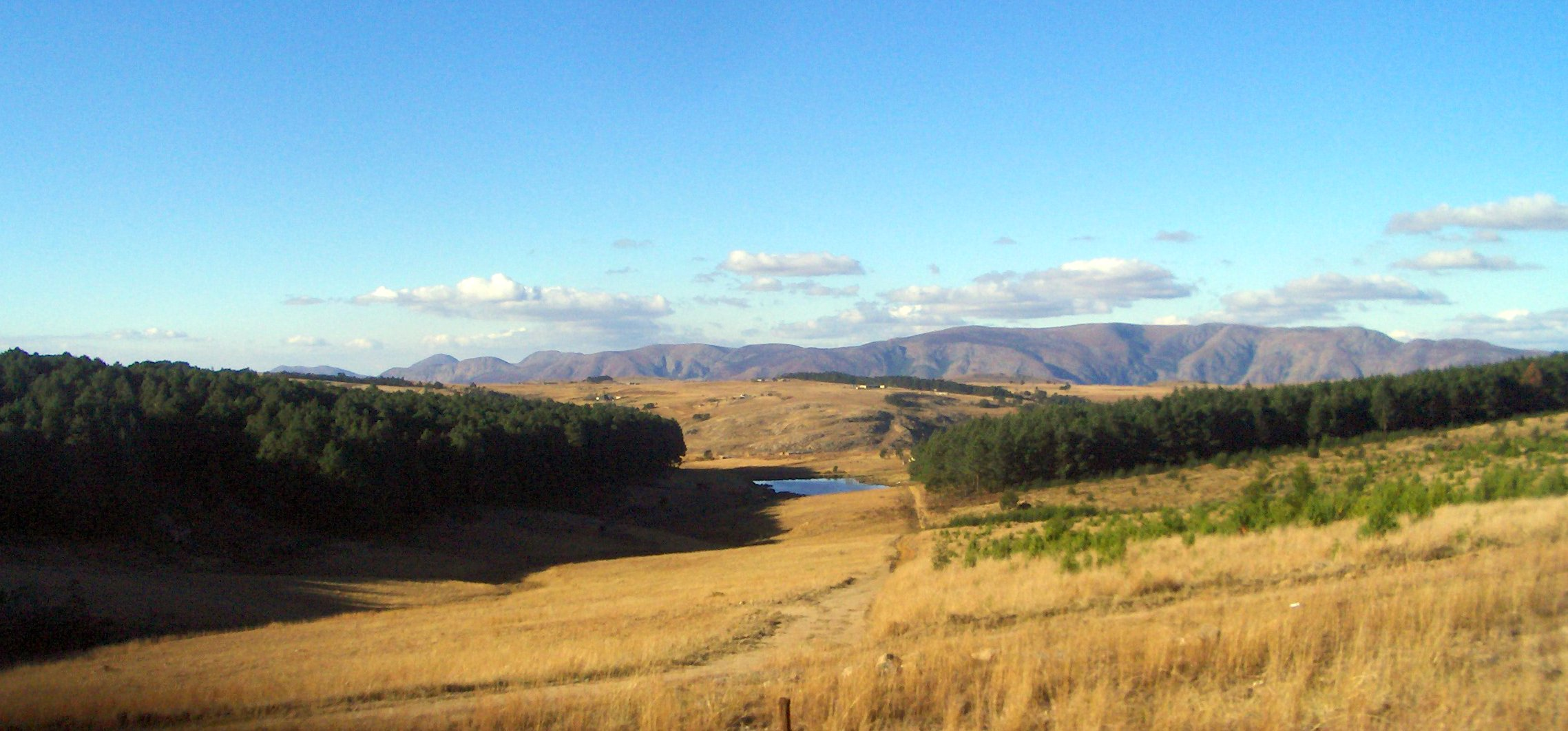
Tájkép

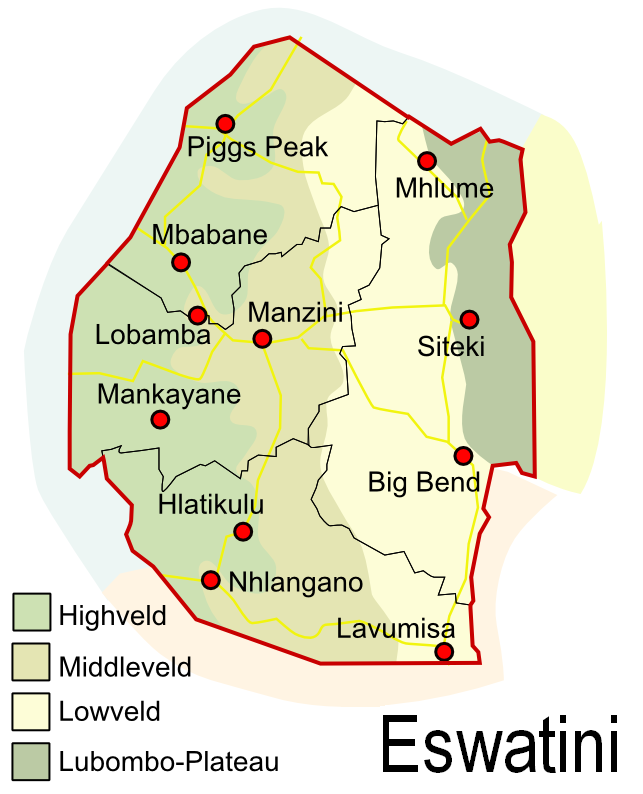
A négy topográfiai övezet

Az országot minden irányból szárazföld veszi körül, közvetlen tengerparti kapcsolata nincs. Legközelebb az Indiai-óceán van hozzá, 80 km-re.
Szárazföldi határai: Mozambik 108 km, Dél-Afrika 438 km.

### Domborzat
A tájak jellegét elsősorban a tengerszint feletti magasság határozza meg. Négy tája:
- Lubombo-hegység. Alacsony, 600 m gerincmagasságú hegység a mozambiki határ mentén. A folyók szűk szorosokban törik át. Marhatenyésztő vidék.
- Highveld. Az ország nyugati részén fekszik átlagosan 1200 m magasságban. Ez a legkellemesebb éghajlatú vidék, itt van a főváros, Mbabane.
- Middleveld. Átlagos magassága 700 m. A legsűrűbben lakott vidék. Itt fekszik Manzini, a fő kereskedelmi és ipari város.
- Lowveld. Átlagos tengerszint feletti magassága 250 m. A többinél ritkábban lakott táj, malária fenyegeti az itt élőket. Növényzete jellegzetes afrikai tüskés bozót.

### Vízrajz
Az ország folyói mind a Transvaal-tartomány (Dél-afrikai Köztársaság) felől érkeznek, és nyugatról keletre keresztezik az országot, majd az Indiai-óceánba folynak. A fő folyók a Komati, az Mbuluzi (Umbuluzi), a Nggwavuma (Ingwavama) és a Mkondo-Usutu.

### Éghajlat
Szubtrópusi éghajlatú ország. Keleten szavanna, északnyugaton esőerdő borítja.Mivel a déli féltekén fekszik, a nyár közepe decemberben van, a tél júliusban. A fővárosban (a legmagasabb vidéken) a téli középhőmérséklet 13 Celsius-fok, a nyári pedig 20 Celsius-fok. A csapadékmennyiség 1000 – 2000 mm között váltakozik különböző években. Nyáron is ritka a kellemetlen meleg. Ezzel szemben a legmélyebben fekvő tájakon nyáron rendszeres a 40 fok körüli meleg, a csapadék pedig csak 500 – 900 mm évente. Az egész országra jellemző, hogy a csapadék zöme a nyári hónapokban hullik.

### Élővilág, természetvédelem

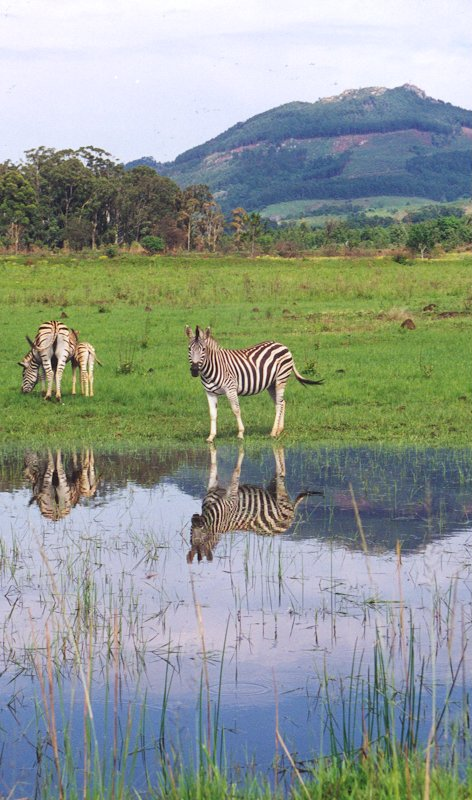
Zebrák

Eredeti növénytakarója szavanna, illetve az esős vidékeken zárt erdő.

#### Nemzeti park
Különböző természetvédelmi területek mellett van egy nemzeti park is: Hlane Királyi Nemzeti Park (Hlane Royal National Park). Itt sokféle madár és emlős él, de az elefánt és oroszlán újonnan betelepített faj.
- Mkhaya állatrezervátum  (Mkhaya Game Reserve): ritkaságnak számító keskenyszájú orrszarvú.
- Malolotja Nature Reserve
- Ngwempisi Gorge
- Mlilwane Wildlife Sanctuary

## Történelem
A kis állam területét a déli bantukhoz tartozó szvázi törzsek csak a 19. század elején foglalták el, habár elődeik már a 18. század közepén megjelentek itt. Az államot az 1830-as években alapították, de függetlenségük rövid életű volt. 1894 és 1902 között a búrok kényszerítettek rá védnökséget, majd az angolok kezébe került. 1903-tól Transvaallal együtt kormányozták, majd 1907-ben Szváziföld brit protektorátus lett, de a szvázi király megtartotta formális hatalmát. Az ország 1963-ban alkotmányt és formális függetlenséget kapott, külügyét, hadügyét és pénzügyeit Nagy-Britannia irányította. Az első törvényhozói gyűlést 1964-ben tartották, majd 1967-től belső önkormányzatot élvezett. Az ország teljes függetlenségét 1968. szeptember 6-án kiáltották ki Szváziföldi Királyság néven. Az 1986 óta uralkodó jelenlegi király betiltotta a pártokat, ő nevezi ki a miniszterelnököt, valamint a parlament 10 tagját.

## Államszervezet és közigazgatás

### Alkotmány, államforma
Királyság, abszolút monarchia. A király nevezi ki a parlament 10 tagját és a miniszterelnököt is.

### Politikai pártok
Az 1986 óta uralkodó jelenlegi király betiltotta a pártokat, ő nevezi ki a miniszterelnököt, valamint a parlament 10 tagját.

### Közigazgatási beosztás
Szváziföld négy kerületre van felosztva.
| Szváziföld kerületei | 1. Hhohho 2. Lubombo 3. Manzini 4. Shiselweni |

### Legnépesebb települések

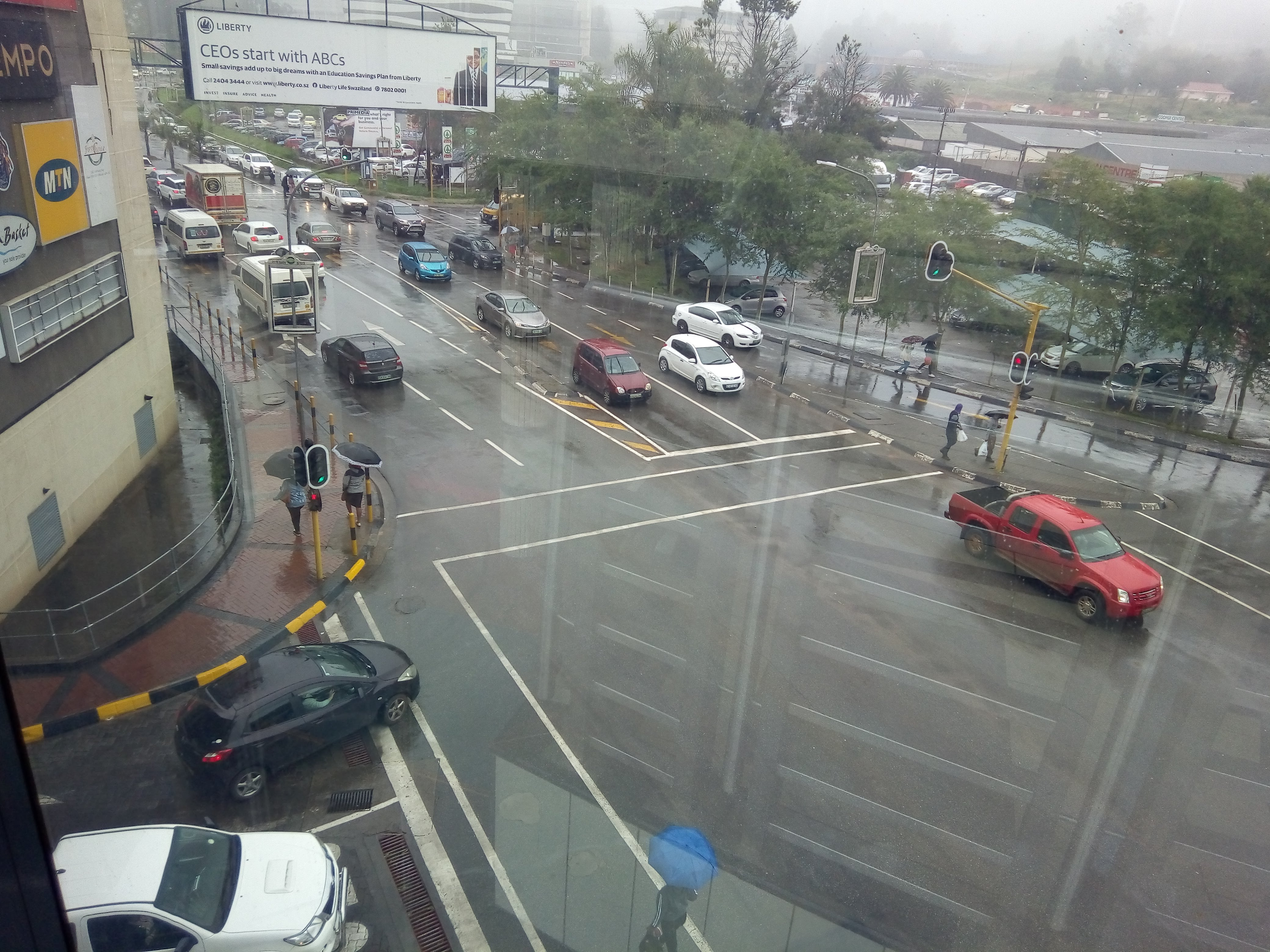
Mbabane, a főváros egy utcaképe

## Népesség

### Népességének változása

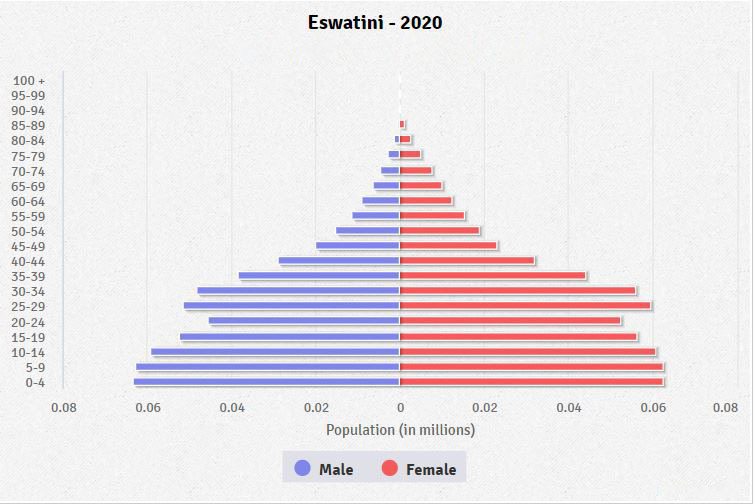
Eswatini korösszetételű piramis

| Lakosok száma | 349 233 | 401 295 | 472 337 | 585 335 | 705 492 | 887 248 | 1 006 760 | 1 094 758 | 1 193 148 | 1 230 506 |
|               | 1960    | 1966    | 1972    | 1979    | 1985    | 1991    | 1997      | 2004      | 2010      | 2023      |

### Etnikai, nyelvi, vallási megoszlás

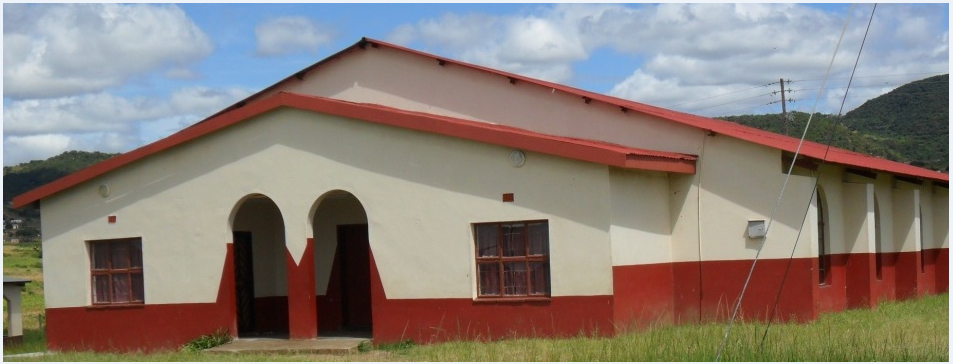
Keresztény gyülekezet épülete

Szváziföld lakosságának 84%-a szvázi, 10%-a zulu, 3%-a tszonga, 2%-a indiai, és egyéb 1%.
A lakosság zöme keresztény: cion keresztény, protestáns, katolikus. Az emberek kb. 10%-a muszlim.

### Egyéb
2017-ben a lakosság több mint negyede volt HIV-fertőzött.

## Gazdaság
2017-ben a GDP összetétele származási szektoronként:
- mezőgazdaság: 6,5%
- ipar: 45%
- szolgáltatások: 48,6%

A munkaerő foglalkozás szerint (2014):
- mezőgazdaság: 10,7%
- ipar: 30,4%
- szolgáltatások: 58,9%

### Gazdasági ágazatok

#### Mezőgazdaság
Az ország területének 9,8%-a művelhető, ennek 68%-át hasznosítják (2011-es becslés). Öntözött terület: 500 km².
Kölest, kukoricát, cukornádat, ananászt és rizst termelnek. Legelőin szarvasmarhát, juhot, kecskét tenyésztenek.
Problémát okoz az időnként beköszöntő aszály.

#### Ipar
Üdítőital-gyártás, erdészet, cukorfeldolgozás, textil- és ruházati ipar.
Többnyire azbesztet és kőszenet bányásznak, bár a készletek kimerülőben vannak. Az egyetlen vasércbányája 2014-ben bezárt.

#### Külkereskedelem
Külkereskedelme leginkább a Dél-afrikai Köztársaságtól függ.
- Exporttermékek: italporok, cukor, faáru, gyapotfonál, hűtőgépek, citrusfélék, gyümölcskonzerv
- Importtermékek: járművek, gépek, szállító eszközök, élelmiszer, kőolajtermékek, vegyipari termékek

Főbb kereskedelmi partnerek 2017-ben:
- Export: Dél-afrikai Közt. 94%
- Import: Dél-afrikai Közt. 81,6%, Kína 5,2%

## Közlekedés

### Közút
Közútjainak hossza 3769 km.

### Légi
Két repülőterének van szilárd burkolata, ebből egynek hosszabb a kifutópályája mint 3000 m.

## Telekommunikáció
| Hívójel prefix | 3DA-3DM |
| ITU zóna       | 57      |
| CQ zóna        | 38      |

## Kultúra

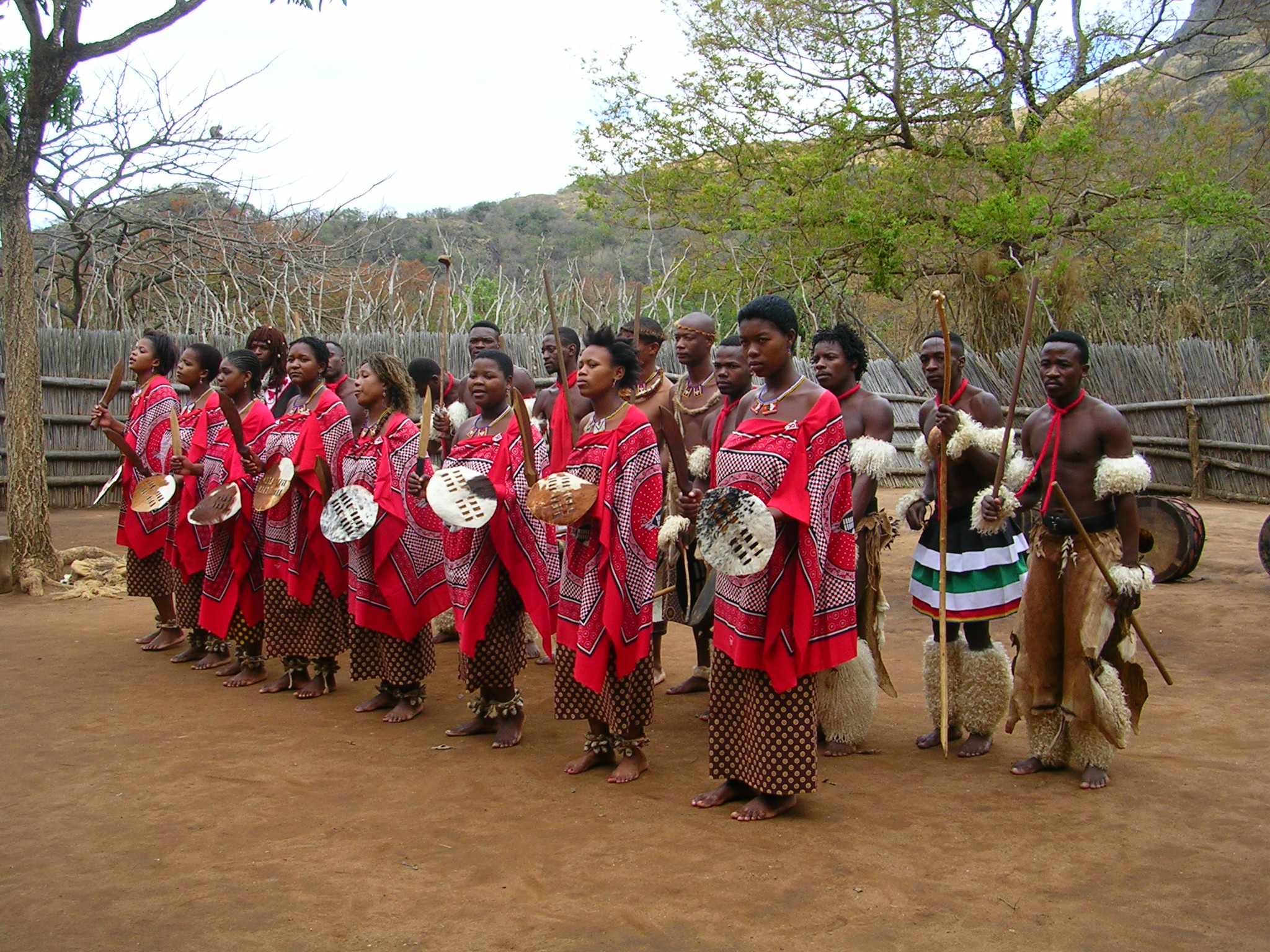
Hagyományos viselet egy kulturális bemutatón

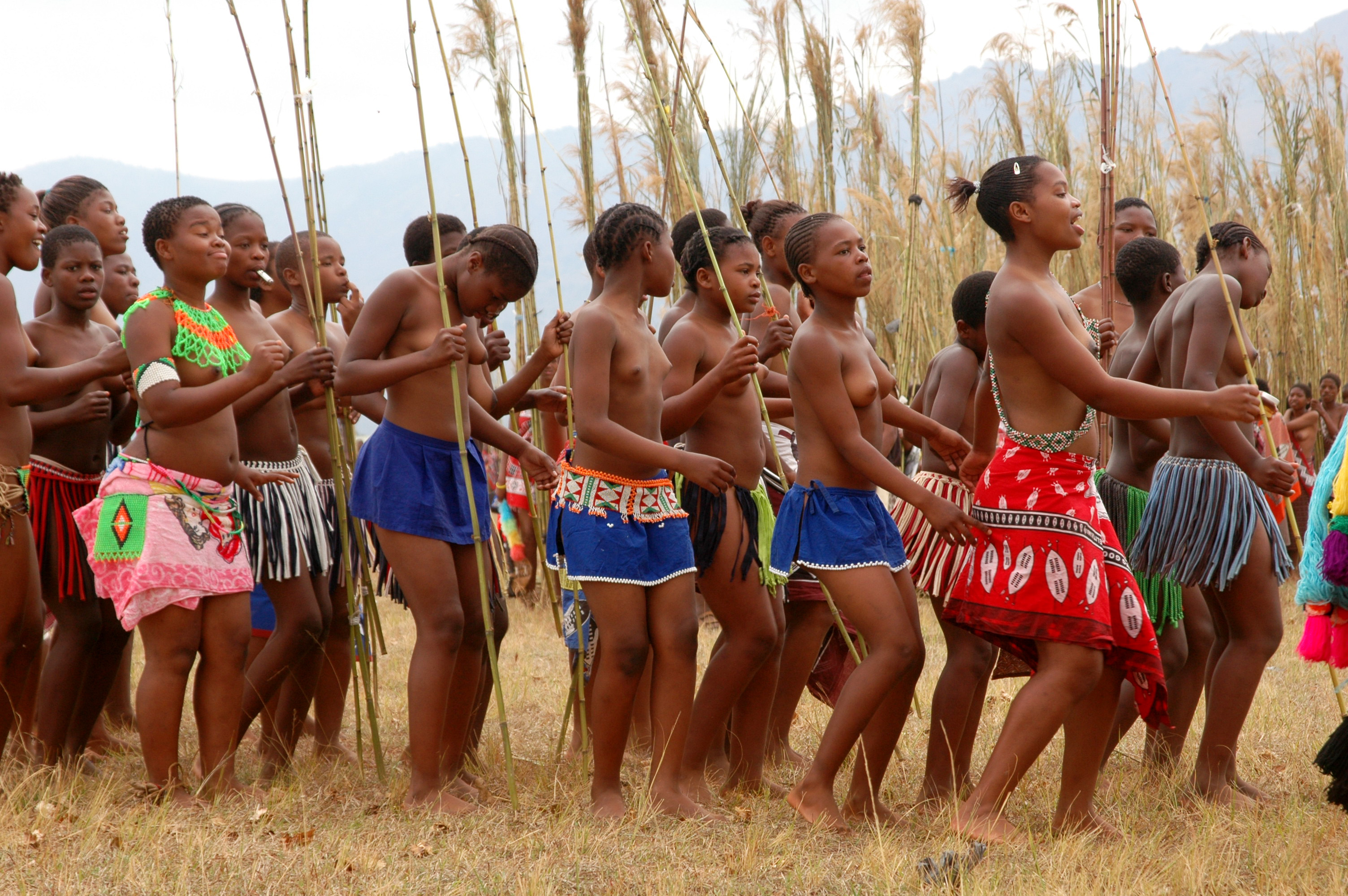
Umhlanga (Reed) tánc-fesztivál

### Hagyományok, néprajz
Incwala (más néven Ncwala) a szvázi emberek legszentebb szertartása. Ez az „első gyümölcsök ceremóniája”, ahol a király engedélyt ad népének, hogy egyen az év új terméséből.
Az Incwala előkészítése néhány héttel előbb megkezdődik, a Hold ciklusához igazítva. Bemanti (=tanult emberek) mennek a Lebombo-hegységbe, hogy növényeket szedjenek; más bemantik vizet vesznek Szváziföld folyóiból; és néhányan a hegyeken át az Indiai-óceánig utaznak, hogy a tengerből habot gyűjtsenek. Eközben a király visszavonul.
A telihold éjszakáján az egész országban fiatal férfiak szüretelik a lusekwane fát, ami egy kis fa, és egy hosszú kirándulásra indulnak a királyi karámhoz Lobambában. Hajnalban érkeznek meg, és az ágakkal egy karámot építenek. Ha egy ág megfonnyad, arra annak a jeleként tekintenek, hogy az azt viselő fiatalember tiltott szexet folytatott.
Máskor tiltott dalokat énekelnek, és a bemantik növényekkel, vízzel és habbal érkeznek meg. Az ünnepség harmadik napján bikát áldoznak fel. A negyedik napon a király kijön visszavonulásáról és népe előtt táncol. Tököt eszik, ami annak a jele, hogy a szvázik megehetik az újév termését. Két nappal később rituálé következik, aminek során az ünnepségen felhasznált összes tárgyat elégetik, amitől azt várják, hogy az esők megérkeznek.

### Gasztronómia
A szvázi konyhát az évszakok váltakozása és a földrajzi elhelyezkedés határozza meg. Az ételek fő hozzávalói a kukorica, cirok és kecskehús. Ezenkívül megtalálható a földimogyoró, cukornád, rizs és marhahús. A családok többnyire otthoni termelik meg az élelmiszert, amit kiegészítenek piacokon vásárolt termékekkel.
A piacokon gyakran árulnak pörköltöket, szendvicseket vagy kukoricalisztes fogásokat.
Hagyományos ételek közé tartozik a sishwala nevű kása hússal és zöldségekkel, a sidvudvu nevű sütőtök alapú kása, a tinkhobe nevű főtt kukorica vagy a sitfubi nevű tejjel kevert kukoricaliszt.
Az országban sört is főznek umcombotsi néven.

## Turizmus
Az Eswatinit látogató turisták többsége közúton érkezik Dél-Afrikából. Az apartheid vége óta Eswatini turisztikai attrakcióként hangsúlyozza hagyományos kultúráját.
A legtöbb turista csak egy éjszakára száll meg az országban, és sok látogató csak egynapos kirándulást tesz ide.

## Betegségek
- Bilharziózis
- Malária
- HIV

## Ünnepnapok
- Január 1. Újév
- Április 9-12. Szent hét
- Április 19. III. Mswati születésnapja
- Április 25. A zászló napja
- Május 1. A munka ünnepe
- Május 29. Áldozócsütörtök
- Július 20. II. Sobhuza születésnapja
- Szeptember 6. Somhlolo függetlenségének napja
- Október 24. Az egység napja
- December 24-25. Karácsony

## Kapcsoló szócikkek
- Szváziföld uralkodóinak listája